# Vólent Roland
Vólent Roland (Békéscsaba, 1992. szeptember 23. –) magyar labdarúgó, a Békéscsaba csatára.

## Pályafutása
A Honvéd-nevelésű csatár futballozott Sopronban, Kazincbarcikán, Békéscsabán és Szigetszentmiklóson. 2014-ben és 2016 és 2018 között a Balmazújváros játékosa volt. Siófokon a 2013–2014-es kiírás őszi idényében és 2018-ban játszott. 2019-ben a Gyirmót FC Győrtől, szabadon igazolhatóként érkezett vissza Békéscsabára.

## Sikerei, díjai
Budapest Honvéd
- Magyar szuperkupa döntős: 2009

Békéscsaba
- NB II ezüstérmes: 2014–15

Balmazújváros
- NB II ezüstérmes: 2016–17